# Dudley Perkins
Dudley Perkins – amerykański muzyk. Jako wokalista soul i R&B występuje pod prawdziwym nazwiskiem, natomiast jako raper pod pseudonimem Declaime. Wraz z wokalistką Georgią Anne Muldrow tworzy duet G&D.
Raper wydał jedną płytę nakładem polskiej wytwórni Asfalt Records. Jest to krążek Muzikillmind z 2009 roku. Współpracował przy nim z polskimi producentami: Metro i DJ Haem.

## Dyskografia

### Dudley Perkins
- A Lil' Light (2003)
- It's the Dank & Jimmy Show (album wydany w 2005 w Japonii, w 2007 w USA z J. Rawlsem)
- Expressions (2012 A.U.) (2006)
- Holy Smokes (2009)

### Declaime
- Illmindmuzik (1999)
- Andsoitisaid (2001)
- Conversations with Dudley (2004)
- Astormsacomin (2008, płyta wydana tylko w Japonii)
- Muzikillmind (2009)
- Whole Wide World EP (z Flying Lotus) (2009)
- Fonk (2010)

### G&D
- Message Uni Versa (2007)
- Beautiful Mindz (Mixtape z DJ 2Tall) (2008)
- SomeOthaShip (2010)